# Tyrinthia obtusa
Tyrinthia obtusa là một loài bọ cánh cứng trong họ Cerambycidae.